# 银南星
银南星（学名：Arisaema bathycoleum）是天南星科天南星属的植物，为中国的特有植物。分布于中国大陆的四川、云南等地，生长于海拔1,600米至3,400米的地区，常生于松林中、高山草甸以及草坡，目前尚未由人工引种栽培。

## 别名
半夏（云南丽江、宾川、四川道孚） 麻芋子（四川会东） 银半夏（云南丽江）